# یواس‌اس لانسوود (ای‌ان-۴۸)
یواس‌اس لانسوود (ای‌ان-۴۸) (به انگلیسی: USS Lancewood (AN-48)) یک کشتی بود که طول آن ۱۹۴ فوت ۷ اینچ (۵۹٫۳۱ متر) بود. این کشتی در سال ۱۹۴۳ ساخته شد.